# Perlenfischerei in Australien
Die Perlenfischerei in Australien wurde seit Jahrhunderten durch die Aborigines betrieben. Nachdem die europäischen Kolonialisten in den 1840er Jahren die Perlenfelder vor allem in Western Australia entdeckt hatten, war Perlenfischen etwa hundert Jahre lang ein bedeutender Wirtschaftsfaktor und kam erst ab der Großen Depression zum Erliegen. Erst mit der Produktion von Zuchtperlen in Farmen in der Umgebung von Broome wurde sie wieder wirtschaftlich bedeutend. Heute beschäftigt sie etwa 1000 Personen. Neben der Perlenzucht in Western Australia gibt es seit etwa 50 Jahren auch in Queensland Zuchtperlenfarmen. In den australischen Farmen werden die Südseemuscheln mit den gold- oder silbernen Lippen, die zu den Perlmuscheln zählen, die Pinctada maxima gezüchtet.

## Aborigines

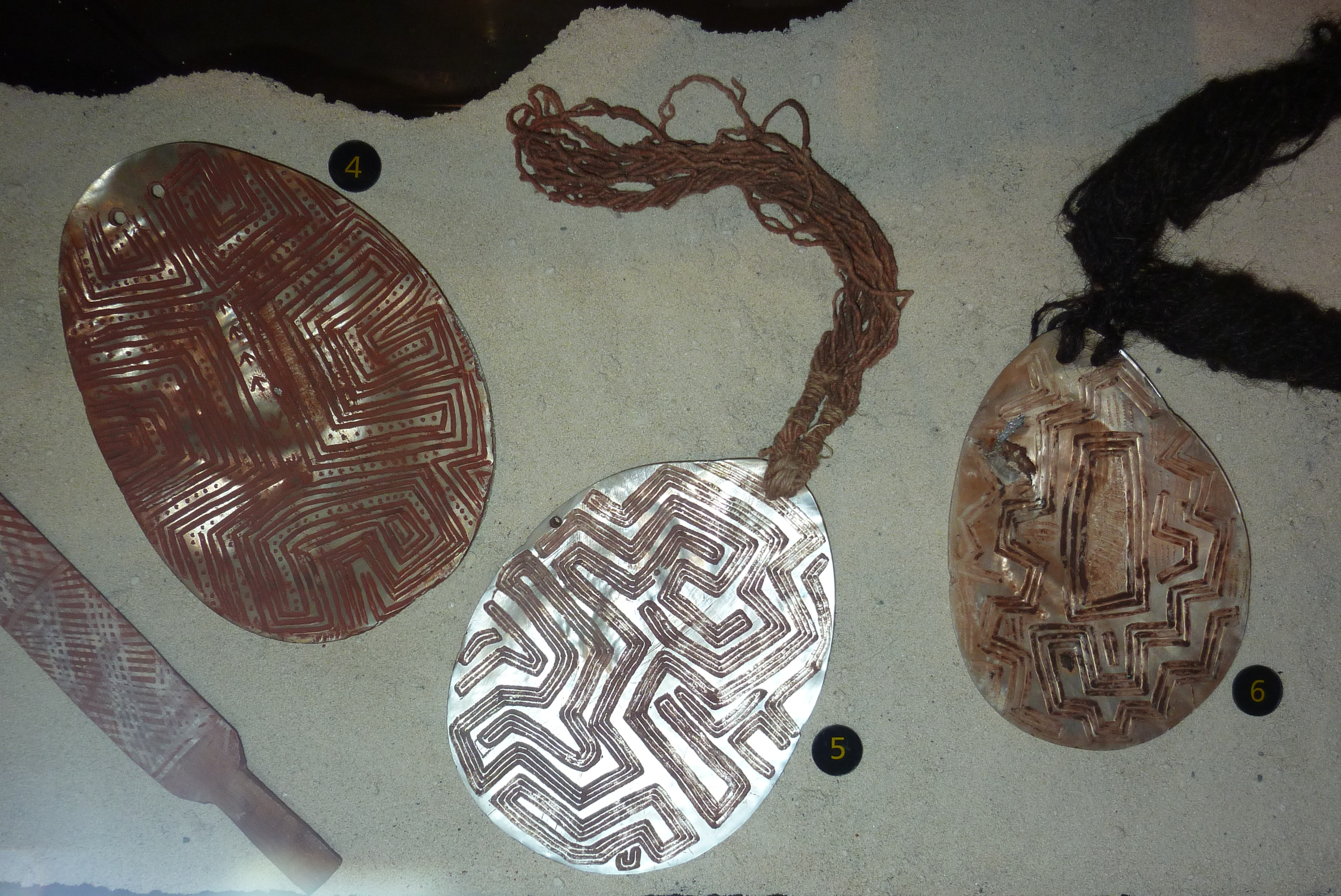
Muschelschalen, zum Riji verarbeitet, durchquerten auf Handelsrouten Australien

Der Handel mit Perlen war in Australien bereits vor der europäischen Besiedlung nicht nur von kultureller Bedeutung. Verzierte Muschelschalen wurden von den Aborigines auch als Tauschmittel eingesetzt. Die verzierten Muschelschalen waren Schmuckgegenstände; ein Beleg für eine weite Verbreitung ist ein Fund etwa 500 Meilen von der Küste entfernt. Die künstlerisch gestalteten Muschelschalen aus Perlmutt werden in der Sprache der Aborigines Riji genannt. Dieser Schmuck wurde traditionell im Nordwesten Australiens, in der Gegend des heutigen Broome getragen und durfte nur von Männern, die auf der höchsten Stufe initiiert sind, getragen werden.
Davon, dass die Aborigines mit den Fischern der Straße von Makassar aus Indonesien und Sulawesi mit Muscheln und Perlen, Seegurken, Schildkröten Tauschhandel betrieben, wird in Erzählungen und Liedern berichtet.

## Kolonialisten
Als die Europäer in Australien siedelten, erkannten sie den Wert der Perlenfelder, die sie in der Roebuck Bay, dem späteren Broome, in der Shark Bay und in der Torres Strait entdeckten. 16 Unternehmen fischten im Jahr 1877 von der Thursday Island aus nach Perlen. 1910 waren nahezu 400 Logger, spezielle Segelschiffe des 18. Jahrhunderts, und mehr als 3500 Personen bei Broome auf der Perlensuche, das damals das größte Perlenfischerzentrum der Welt war.
In der Torres Strait wurde vor allem nach Perlmutt gefischt, das zur Herstellung von Knöpfen, Essbestecken, Kämmen, Produkten im Juweliergewerbe und als Möbeleinlagen in den USA und Großbritannien verwendet wurde. Diese Fischerei in der Torres Strait war derart erfolgreich, dass weltweit die Hälfte aller Produkte aus Muscheln von dorther kam.
Diese wirtschaftliche Entwicklung zog zahlreiche Europäer, Südseeinsulaner und Asiaten nach Australien an, die als Taucher arbeiteten und ihr Glück suchten. In der Torres Strait war 1886 etwa die Hälfte der Perlenfischer Nicht-Insulaner. In Broome waren die meisten Perlenfischer Chinesen, die nicht nur als Perlenfischer, sondern auch als Köche und Geschäftsleute arbeiteten, wie später ebenso in der Goldgräberei. Da dieser Bereich boomte, wurden auch Geschäfte mit Essen, Holz, Wasser und Prostitution gemacht.

### Perlentaucher
In den Jahren 1862 bis 1868 mussten Aborigines ohne Entgelt Austern in der Flachwasserbucht Shark Bay als Sklaven sammeln. Später wurden größere Boote zwei Kilometer von der Küste entfernt eingesetzt, auf denen sechs bis acht Aborigines nackt im tiefen Wasser nach Muscheln ohne Tauchermaske, Schnorchel oder Pressluft tauchen mussten. Zunächst sollen vor allem weibliche Aborigines eingesetzt worden sein, deren größeres Lungenvolumen eine längere Verweildauer unter Wasser ermöglicht haben soll. Es kam zu zahlreichen Tauchunfällen und Todesfällen. Deshalb nahm sich das Parlament von Queensland 1893 der sozialen Lage der dort Beschäftigten an und setzte zur Überwachung der Lohnauszahlung und Arbeitsbedingungen einen staatlichen Inspektor ein.
Mit dieser Maßnahme wurde das Perlentauchen effektiver, da Tauchgerätschaften Einsatz fanden, die ein tieferes und längeres Tauchen mit Taucheranzügen mit Bronzehelmen ermöglichten und dadurch eine erheblich größere Fangmenge von Muschel erbrachte. Die Arbeit war weiterhin gefährlich, die Europäer setzten vor allem Japaner als Taucher ein und diese wurden entweder nach der Muschelmenge bezahlt oder sie mussten ihre Transportkosten von Japan nach Australien abarbeiten. Neben der allgemeinen Gefahr in den Taucheranzügen wurden die Taucher auch von Haien attackiert und die Todesrate soll bei 50 % gelegen haben. Außerdem wurden die Schiffe durch Zyklone bedroht. Zwischen 1908 und 1935 wurden durch Zyklone 300 Schiffe zerstört, wobei 300 Männer ertranken.
Die Einwanderung von nichteuropäischen Perlentauchern wurde im frühen 20. Jahrhundert durch die White Australia Policy behindert. Die Regierung rekrutierte 1912 neun Tiefseetaucher und drei Tender der British Navy. Achtzehn Monate später waren zwei Taucher ums Leben gekommen und nur noch einer der Männer verblieb in Broome als Muschelöffner. Nach diesem Vorfall waren 200 Arbeiter, die die Muscheln weiter be- und verarbeiteten, arbeitslos und die London Missionary Society gründete 1904 auf Badu Island eine Gesellschaft, die diese Naturprodukte von Fischerbooten der Torres Strait Island erwarb. Die Flotte der Insulaner wuchs bis im Jahre 1907 auf 18 Logger an.
Die Große Depression führte zu einem Nachfrageeinbruch und während des Ersten und Zweiten Weltkriegs wurden die meisten Arbeiter der Perlenverwertung sowie die japanischen Taucher mit dem Kriegseintritt Japans entlassen oder in Kriegsgefangenenlager eingesperrt.
Nach dem Zweiten Weltkrieg kamen Plastikknöpfe und -schnallen auf den Markt und die Nachfrage nach Perlmutt ging bis in die 1960er Jahre zurück. Erst durch das Einsetzen eines Transplantats konnten Zuchtperlen erzeugt werden und die Nachfrage stieg an.

## Perlenfischerei heute
Broome beherbergt heute in Western Australia eine Industrie, die mit der Perlenproduktion einen jährlichen wirtschaftlichen Wert von 200 Millionen $ mit etwa 1000 Beschäftigten erzeugt. Das Resultat der Perlenfischerei hat in Broome, der so genannten Hauptstadt der Perlenindustrie, Spuren in der Architektur mit chinesischen und japanischen Gebäuden und Friedhöfen hinterlassen, die heute eine touristische Attraktion darstellen.
Im nördlichen Queensland gibt es eine Perlenzucht seit etwa 1960. Die Farmen befinden sich zwischen der Halbinsel Cape York und Papua-Neuguinea. Auf der einsamen Friday Island in der Torres Strait werden diese Muscheln seit 50 Jahren kultiviert.
Der Rückgang des Perlenfischens hat die Insulaner gezwungen, ihre angestammten Inseln zu verlassen und auf dem Festland nach Arbeit zu suchen. Heute leben zwei Drittel von ihnen auf dem Festland. Sie haben allerdings noch eine starke Bindung zu ihrem Zuhause, zu ihrer Kunst und Kultur, die sie weiterhin pflegen. Zahlreiche Kunstwerke basieren auf der Vergangenheit der Perlenfischerei. Kunstwerke von Alick Tapoti, Dennis Nona und Rosie Barkus legen hiervon Zeugnis ab.
Heute werden vor allem Zuchtperlen in Farmen gezüchtet. Bei der Perlmuschelart Pinctada maxima, die in Australien zur Zucht eingesetzt wird, handelt es sich um eine außerordentlich große Muschel, die über 5 kg wiegen kann. Sie kommt im östlichen Indischen Ozean bis hin zum tropischen westlichen Pazifik vor. Die Perlen dieser Muscheln, die Südseeperlen, können bis 20 mm groß werden.
Als „echte Perle“ oder Naturperlen dürfen nur natürlich entstandene, also nicht gezüchtete Perlen bezeichnet werden. Vereinzelt werden sie auch als „Orient-Perlen“ bezeichnet.